# Xu Jun
Xu Jun (徐俊) (Suzhou, Jiangsu, 17 de septiembre de 1962) ajedrecista chino Gran Maestro Internacional.
En enero de 2008, tenía 2534 puntos de ELO en la lista de la FIDE.
Fue en 1983 y 1985 ganador del Campeonato de China de ajedrez.